# Madden NFL 17
Madden NFL 17 est un jeu de simulation de football américain  ayant l'exclusivité des licences de la National Football League et sorti le 23 août 2016 sur la PlayStation 3, la PlayStation 4, la Xbox 360 et la Xbox One. Le jeu a été développé et édité par EA Tiburon et fait partie de la série de jeu Madden NFL. Rob Gronkowski est sélectionné pour être en couverture du jeu. La bande son du jeu comprend des titres de 2 Chainz, Flume, Steve Aoki, Logic, Blake Shelton, Brantley Gilbert, Bishop Briggs, Flo Rida, Flux Pavilion et Pusha T. 

## Accueil
- Jeuxvideo.com : 17/20[3]